# 1168 Brandia
1168 Brandia је астероид главног астероидног појаса са пречником од приближно 10,61 .
Афел астероида је на удаљености од 3,106 астрономских јединица (АЈ) од Сунца, а перихел на 2.000 АЈ.
Ексцентрицитет орбите износи 0,216, инклинација (нагиб) орбите у односу на раван еклиптике 12,735 степени, а орбитални период износи 1490,243 дана (4,080 године).
Апсолутна магнитуда астероида је 12,53 а геометријски албедо 0,152.
Астероид је откривен 25. августа 1930. године.